# Панего (Верона)
Панего је насеље у Италији у округу Верона, региону Венето.
Према процени из 2011. у насељу је живело 135 становника. Насеље се налази на надморској висини од 13 м.